# Cámara Oficial de Comercio e Industria de Zamora
La Cámara Oficial de Comercio, Industria y Servicios de Zamora es una corporación de derecho público, que tiene como objetivo principal la representación, promoción y defensa de los intereses  generales del comercio, la industria y los servicios ubicados en la provincia de Zamora (Castilla y León, España).Entre sus principales líneas de actuación se encuentra la prestación de ayuda, asesoramiento y servicios a las empresas y emprendedores, incentivando su crecimiento, exportación e innovación. Como institución, la Cámara está comprometida con el desarrollo económico y social sostenible de su demarcación, así como con el fomento del empleo y la formación.

## Historia
La Cámara Oficial de Comercio, Industria y Servicios de Zamora se constituyó el 19 de diciembre de 1912. Su labor primeriza se centró en promover el desarrollo y mejora de los distintos sectores económicos de la provincia de Zamora, así como en la organización de exposiciones comerciales. A lo largo de su historia, la Cámara participó activamente en aquellos proyectos especialmente sensibles para el desarrollo económico de la provincia. A día de hoy sus principales campos de actuación se han extendido hacia el comercio interior, la internacionalización de la empresa, la formación empresarial y el asesoramiento económico, comercial y jurídico.
Actualmente participa, en representación de los empresarios de la provincia, en los siguientes organismos o entidades:
- Comisión Provincial de Urbanismo de Zamora.
- Comisión Territorial de Precios.
- Comisión Territorial de Prevención Ambiental.
- Consejo Regional de Cámaras Oficiales de Comercio, Industria y Servicios de Castilla y León.
- Consejo Superior de Cámaras Oficiales de Comercio, Industria, Servicios y Navegación de España.
- Consejo Territorial de Transportes.
- Consorcio de Fomento Musical.
- Escuela Universitaria de Relaciones Laborales.
- Foro de Promoción del Puerto de Gijón.
- Fundación General de la Universidad de Salamanca.
- Fundación Hispano-Portuguesa Rei Afonso Henriques.
- Grupos de Acción Local: Adri Palomares, Adata y Adisac
- Iberaval, S.G.R.
- Institución Ferial de Zamora (IFEZA).
- Junta Arbitral de Consumo del Excmo. Ayuntamiento de Zamora
- Junta Arbitral del Transporte de Zamora.
- Patronato Provincial de Turismo.
- Plataforma TVA.
- Sociedad para el Desarrollo de Zamora (SODEZA, S.A.).

## Regulación
La Cámara de Comercio, Industria y Servicios de Zamora se rige por la Ley 3/93 de 22 de marzo, Básica de las Cámaras Oficiales de Comercio, Industria, Servicios y Navegación de España. Además cuenta con un Reglamento de Régimen Interior, donde se establecen las funciones que son competencia de dicha Corporación, estableciéndose una serie de Comisiones Consultivas, en cuyo seno se analizan las cuestiones planteadas por comerciantes e industriales, así como cualquier otra que afecte al entorno empresarial de la provincia de Zamora.
Las Comisiones Consultivas Permanentes de la Cámara de Zamora, son:
- Comercio Internacional.
- Comercio Interior.
- Industria.
- Economía.
- Artesanía y Turismo.
- Régimen Interior.
- Formación.

## Órganos de Gobierno
La Cámara está gestionada, a través de sus representantes por tres órganos de gobierno que son elegidos por los socios en las asambleas ordinarias que se celebran anualmente. Estos órganos son: Pleno, Comité Ejecutivo y Presidente.
- El Pleno es el órgano supremo de gobierno y representación de la Cámara. En él se establecen las directrices de actuación. Está formado por 28 miembros, elegidos democráticamente cada cuatro años en representación de los distintos sectores de actividad económica de la demarcación y por personas de reconocido prestigio en la vida económica de la circunscripción de la Cámara.
- El Comité Ejecutivo es el órgano permanente de gestión y administración de la Cámara. Está formado por el presidente, los Vicepresidentes, el Tesorero y los miembros del Pleno que se determinen.
- El Presidente ostenta la representación de la Cámara y ejerce la presidencia de todos sus órganos colegiados, también es elegido por el Pleno. Actualmente, su presidente es Enrique Oliveira Román.

## Financiación
La Cámara, obtiene sus recursos a por dos vías: 
- El Recurso Cameral Permanente, que es una aportación societaria de los miembros en función de una serie de baremos por localización y tipo de actividad, considerada una tasa parafiscal y que representa una parte notable de los ingresos de la institución. Tras la publicación de la Real Decreto-ley 13/2010, se hace voluntaria la pertenencia a las cámaras de comercio, librando así, a las empresas del pago obligatorio de este Recurso Cameral Permanente.

- Los recursos propios, es decir, aquellos que se producen como consecuencia de la actividad habitual de la institución mediante la prestación de servicios, o bien a través de subvenciones de distintas administraciones para la realización de proyectos o como consecuencia de los ingresos que provienen de activos financieros, alquileres o enajenación de patrimonio.

El presupuesto anual de la Cámara se aprueba por el Pleno y es aprobado, asimismo, por la Junta de Castilla y León como órgano que ejerce su tutela.